# Hemicordulia
Hemicordulia is een geslacht van libellen (Odonata) uit de familie van de glanslibellen (Corduliidae).

## Soorten
Hemicordulia omvat 38 soorten:
- Hemicordulia africana Dijkstra, 2007
- Hemicordulia apoensis Asahina, 1980
- Hemicordulia asiatica Selys, 1878
- Hemicordulia assimilis Hagen in Selys, 1871
- Hemicordulia atrovirens Dijkstra, 2007
- Hemicordulia australiae (Rambur, 1842)
- Hemicordulia chrysochlora Lieftinck, 1953
- Hemicordulia continentalis  Martin, 1906
- Hemicordulia cupricolor Fraser, 1927
- Hemicordulia cyclopica Lieftinck, 1942
- Hemicordulia eduardi Lieftinck, 1953
- Hemicordulia ericetorum Lieftinck, 1942
- Hemicordulia erico Asahina, 1940
- Hemicordulia fideles McLachlan, 1886
- Hemicordulia flava Theischinger & Watson, 1991
- Hemicordulia gracillima Fraser, 1944
- Hemicordulia haluco Asahina, 1940
- Hemicordulia hilaris Lieftinck, 1975
- Hemicordulia hilbrandi Lieftinck, 1942
- Hemicordulia intermedia Selys, 1871
- Hemicordulia kalliste Theischinger & Watson, 1991
- Hemicordulia koomia Watson, 1979
- Hemicordulia lulico Asahina, 1940
- Hemicordulia mindana Needham & Gyger, 1937
- Hemicordulia mumfordi Needham, 1933
- Hemicordulia novaehollandiae (Selys, 1871)
- Hemicordulia oceanica Selys, 1871
- Hemicordulia ogasawarensis Oguma, 1913
- Hemicordulia okinawensis Asahina, 1947
- Hemicordulia olympica Lieftinck, 1942
- Hemicordulia pacifica Fraser, 1925
- Hemicordulia silvarum Ris, 1913
- Hemicordulia similis (Rambur, 1842)
- Hemicordulia superba Tillyard, 1911
- Hemicordulia tau Selys, 1871
- Hemicordulia tenera Lieftinck, 1930
- Hemicordulia toxopei Lieftinck, 1926
- Hemicordulia virens (Rambur, 1842)